# Félix María Torres Parra
Félix María Torres Parra (Yaguará, 12 de julio de 1923 - Barranquilla, 3 de abril de 2007), fue un arzobispo colombiano de la Iglesia católica. Gobernó las sedes episcopales de Sincelejo, Santa Marta y Barranquilla

## Biografía
Nació en Yaguará (Huila, Colombia), el 12 de julio de 1923, fueron sus padres don Cenón Torres y Ascensión Parra. Realizó sus estudios eclesiásticos en el Seminario de Garzón (Huila).
Fue ordenado Presbítero el 9 de junio de 1946, estudió en la Pontificia Universidad Javeriana, recibiendo la Licenciatura en Derecho Canónico.
Se desempeñó como presbítero en la Diócesis de Garzón, en donde sirvió como vicario cooperador en Catedral de Garzón, en las parroquias de Neiva y Tello, y como párroco en Tarqui, Timaná, San José del Altico y por último en la Catedral de Neiva.

## Cargos Episcopales
El 4 de junio de 1966 es nombrado Obispo Titular de Cella di Proconsulare y Auxiliar de Cartagena de Indias por el Santo Padre Pablo VI, fue ordenado Obispo por el Nuncio del Santo Padre Monseñor Giuseppe Paupini el 24 de julio de 1966, en mayo de 1967 fue elegido como Obispo Coadjutor de Santa Rosa de Osos, se posesionó de esta Sede el 10 de junio de 1967.
El 25 de abril de 1969 es elegido por el papa Pablo VI como primer Obispo de Sincelejo y el 11 de diciembre de 1980 Obispo de Santa Marta.
El 11 de mayo de 1987 por mandato del Santo Padre Juan Pablo II es elegido como segundo Arzobispo de Barranquilla, posesionándose el 11 de julio de 1987.
Después de un gran ministerio episcopal, es recibida su renuncia por límite de edad el 18 de marzo de 1999. Sus últimos años de vida, los pasó en la Casa Sacerdotal "Luis Calixto Leyva" de la Arquidiócesis de Barranquilla.

## Fallecimiento
El 3 de abril de 2007, Martes Santo, en el día en que su anterior rebaño celebraba su Misa Crismal, descansa en la paz del Señor en la ciudad de Barranquilla; sus restos se encuentran en la Capilla del Santísimo de la Catedral Metropolitana "María Reina".